# Andreas Reize

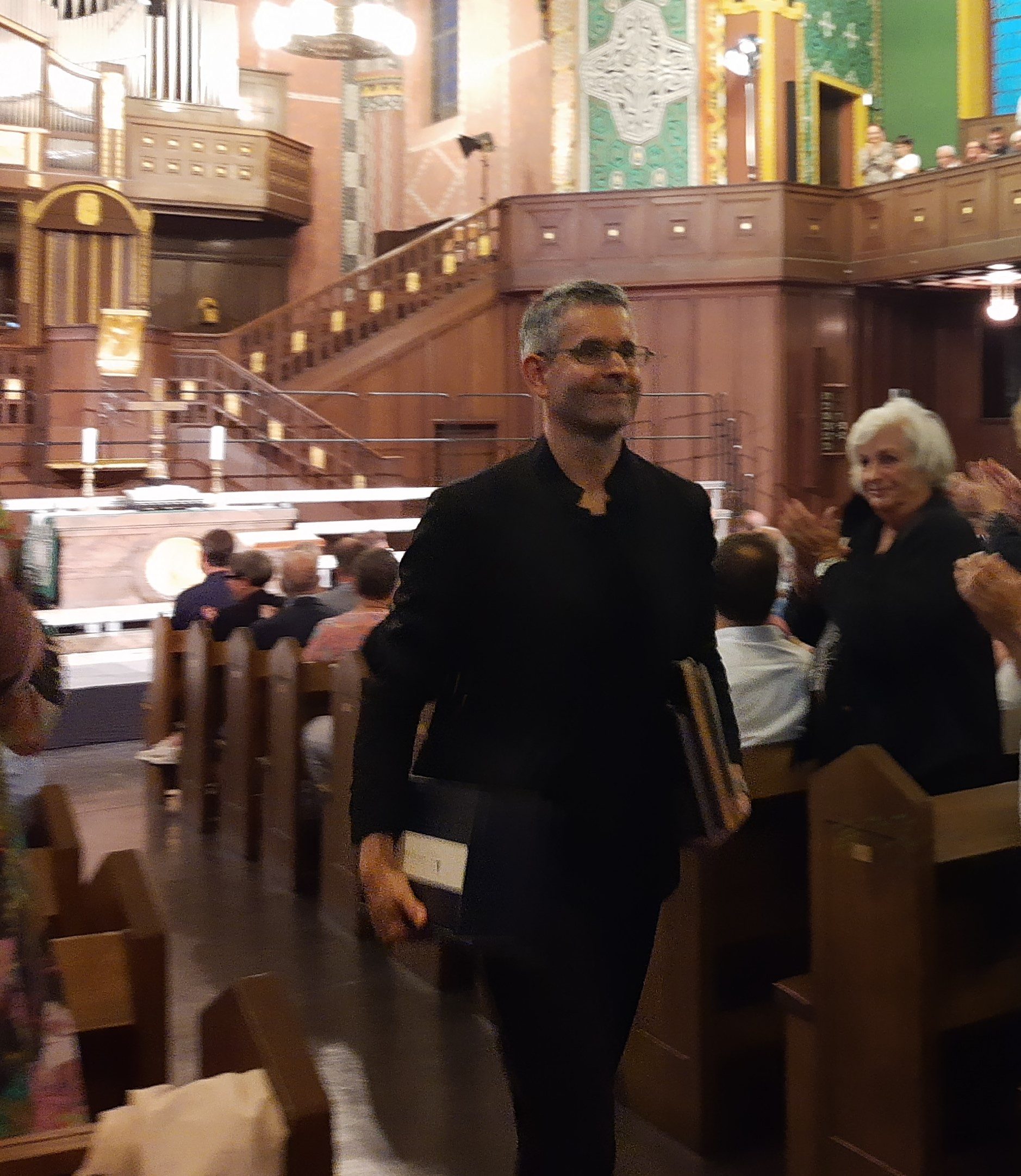
Reize in 2022

Andreas Reize (Solothurn, 19 mei 1975) is een Zwitserse organist en dirigent die zich voornamelijk richt op opera en koordirectie. Hij werd op 11 september 2021 benoemd tot Thomaskantor en werd daarmee (na Johann Sebastian Bach) de 18e muziekdirecteur die de leiding kreeg over het Thomanerchor in Leipzig. 

## Loopbaan
Reize werd geboren en groeide op in Solothurn, waar hij in 1996 de Matura behaalde. Hij was lange tijd lid van de Singknaben van de St. Ursenkathedrale Solothurn. Hij studeerde kerkmuziek aan de Hochschule der Künste in Bern en de Musikhochschule in Zürich, waar hij ook masterdiploma's behaalde in pianopedagogie en concertorgelspel. Van 1999 tot 2002 studeerde hij orgel en klavecimbel aan de Schola Cantorum Basiliensis, gevolgd door een studie orkestdirectie aan de Musikhochschule Luzern. Hij volgde een postdoctorale dirigeer studie aan de Universität für Musik und darstellende Kunst Graz en bij Johannes Prinz in Wenen, die hij in 2006 met onderscheiding voltooide. Reize volgde masterclasses bij onder meer Anders Eby, Colin Davis, Bernard Haitink en Ralf Weikert en werd vooral beïnvloed tijdens ontmoetingen met Nikolaus Harnoncourt in het Opernhaus Zürich en het Styriarte-festival
Reize richtte in 2001 de groep Cantus Firmus Vokalensemble und Consort op en in 2006 het kamerkoor Cantus Firmus Kammerchor. In 2006 werd hij muzikaal leider van de Oper Schloss Waldegg, waar zijn ensembles Le Devin du Village van Rousseau en Apollo e Dafne van Händel uitvoerden en opnamen. Ze voerden een reeks opera's van Monteverdi uit, L'Orfeo in 2017, Il ritorno d'Ulisse in Patria in 2019 en L'incoronazione di Poppea in 2021. Hij dirigeerde bij Theater Biel-Solothurn Rameau's Zaïs en Purcells' Dido and Aeneas. Reize dirigeerde als gast bij het Nationaltheater Mannheim, het Tonhalle-Orchester Zürich en het Schweizer Kammerchor. In 2007 was hij docent aan de Zwitserse Opernstudio. Met cantus firmus trad hij op bij de Internationale Sommerfestspiele für Alte Musik in Innsbruck, de Bachwochen in Amsoldingen en in concerten van het Bieler Sinfonieorchester. Reize was van 2007 tot 2021 artistiek leider van de Singknaben der St. Ursenkathedrale Solothurn. Hij breidde hun repertoire uit met hedendaagse muziek, zoals gechoreografeerde popliedjes voor SKJF, een festival van Zwitserse kinder- en jeugdkoren. Het koor trad op tijdens kerkdiensten en concerten, waaronder een jaarlijkse uitvoering van Bachs Weihnachtsoratorium, dat ook werd uitgevoerd in de Kulturfabrik Kofmehl in 2014 en 2015. Het koor nam deel aan het Europäisches Jugendchor Festival in Bazel in 2016. Ze namen twee cd's op, Now sleeps the crimson petal in 2016 en Sing a capella! in 2018. Van 2011 tot 2021 dirigeerde Reize ook het Gabrielichor in Bern, een ensemble gespecialiseerd in muziek voor verschillende koren, waaronder de Marienvesper - met zettingen van Rovetta en Rosenmüller en de Vespers van Monteverdi. 
Van 2011 tot 2021 was hij directeur van het Zürcher Bach Chor, waar hij een repertoire van renaissance tot hedendaags dirigeerde, zowel in orkestrale concerten als vooral a capella. Het koor produceerde onder andere een gedeeltelijk geënsceneerde uitvoering van Purcells King Arthur, de Zwitserse première van Bachs Johannespassion in de instrumentatie van Robert Schumann en Der Messias, Mozarts bewerking van Händels Messiah. Het koor trad onder andere op in de Augustinerkirche in Erfurt, de Dom van Meißen en de Frauenkirche in Dresden.

## Thomaskantor
Op 18 december 2020 werd Reize door de gemeenteraad van Leipzig aangewezen als Thomaskantor, de 18e in die functie na Johann Sebastian Bach, als eerste Zwitser en eerste katholiek sinds de Reformatie. Zijn voorganger Gotthold Schwarz ging eind juni 2021 met pensioen. Reize trad op 11 september 2021 aan en speelde 's middags Bachs cantate Was Gott tut, das ist wohlgetan, BWV 99, met het Thomanerchor en het Gewandhausorchester in de Motette-serie. Vanwege de COVID-19-pandemie werd de traditionele uitvoering van Bachs Weihnachtsoratorium in 2021 geannuleerd en woonden de meeste jongens thuis in plaats van op de campus. Wekelijkse cantatediensten werden gehouden met groepen van 8 of 9 jongens. Een tendens naar kleinere groepen, ook geprefereerd door overwegingen van historisch geïnformeerde uitvoering, werd al ondersteund door Reize's voorgangers Biller en Schwarz. Reize bekeerde zich tot de Lutherse Kerk om lid te worden van de gemeente. Na een pauze van twee jaar vanwege de COVID-19-pandemie hervatte hij in 2022 de traditionele zomertournee met een programma getiteld Salmo!, na de opening met Aguiar's Salmo 150. De tournee bracht de jongens naar plaatsen in Thüringen en naar de Lutherkirche in Wiesbaden tijdens een concert van het Rheingau Musik Festival.
- Bibliothèque nationale de France: cb16655040h (data)
- CiNii: DA16109891
- Gemeinsame Normdatei: 135511305
- International Standard Name Identifier: 0000 0000 8335 9924
- Library of Congress Control Number: no2007157153
- MusicBrainz: 9a6b9917-3a9f-4c73-a5b8-58453706c561
- Nationale Bibliotheek van Israël: 987007404096305171
- Réseau des bibliothèques de Suisse occidentale: 02-A013770842
- Virtual International Authority File: 119768714
- WorldCat: E39PBJpv3YMMjDFRRWVGPPk4bd